# Helge Toutenburg
Helge Toutenburg (* 31. Oktober 1943 in Berlin; † 8. November 2009 in Baden-Baden) war ein deutscher Statistiker.

## Leben
Toutenburg studierte Mathematik an der Humboldt-Universität zu Berlin und promovierte dort 1969 zum Dr. rer. nat. Darauf folgte im Jahr 1977 die Dissertation B mit dem Titel „Optimale Schätzung und Vorhersage im allgemeinen linearen Regressionsmodell unter Zusatzinformation“, auf deren Basis er im Jahr 1989 an der Technischen Universität Dortmund für die Fächer Ökonometrie und Statistik habilitiert wurde.
Nach Stationen in Berlin, Dortmund und Regensburg wurde er 1991 Professor für Statistik an der Ludwig-Maximilians-Universität München. Er publizierte über 100 Aufsätze und mehr als 10 Bücher als Autor oder Koautor.

## Veröffentlichungen (Auswahl)
- Optimale Schätzung und Vorhersage im allgemeinen linearen Regressionsmodell unter Zusatzinformation. Berlin 1969, DNB 482434805 (Hochschulschrift, Humboldt-U., Sekt. Math, Diss. v. 18. Juni 1969).
- Vorhersage, Schätzung und Modellwahl unter Zusatzinformation in linearen Modellen mit Anwendungen auf ein ökonometrisches Modell der Volkswirtschaft der DDR. Berlin 1977, DNB 780792254 (Hochschulschrift, Berlin, Akad. d. Wiss. d. DDR, Diss. B, 1977).
- Mit John M. Bibby: Prediction and Improved Estimation in Linear Models. Wiley, Chichester 1977, ISBN 0-471-01656-X.
- Mit Calyampudi Radhakrishna Rao: Linear Models – Least Squares and Alternatives. Springer, New York 1995, ISBN 978-1-4899-0024-1, doi:10.1007/978-1-4899-0024-1.
- Lineare Modelle. Theorie und Anwendungen. 2., neu bearb. und erw.  Auflage. Physica-Verlag, Heidelberg York 2002, ISBN 978-3-7908-1519-1, doi:10.1007/978-3-642-57348-4 (Mit Beiträgen von Christian Heumann).
- Mit Christian Heumann: Induktive Statistik – Eine Einführung mit R und SPSS. 4., überarb. und erw.  Auflage. Springer, Berlin / Heidelberg 2008, ISBN 978-3-540-77510-2, doi:10.1007/978-3-540-77510-2.
- Mit Christian Heumann: Deskriptive Statistik – Eine Einführung in Methoden und Anwendungen mit R und SPSS. 6. Auflage. Springer, Berlin / Heidelberg 2008, ISBN 978-3-540-77788-5, doi:10.1007/978-3-540-77788-5.
- Mit Philipp Knöfel: Six Sigma – Methoden und Statistik für die Praxis. 2. Auflage. Springer, Berlin / Heidelberg 2008, ISBN 978-3-540-85138-7, doi:10.1007/978-3-540-85138-7.
- Mit Calyampudi Radhakrishna Rao, Shalabh, Christian Heumann: Linear Models and Generalizations – Least Squares and Alternatives (= Springer Series in Statistics). 3. Auflage. Springer, Berlin / Heidelberg 2009, ISBN 978-3-540-74226-5, doi:10.1007/978-3-540-74227-2.
- Mit Michael Schomaker, Malte Wißmann, Christian Heumann: Arbeitsbuch zur Deskriptiven und Induktiven Statistik. Springer Verlag, Berlin / Heidelberg 2009, ISBN 978-3-540-89035-5, doi:10.1007/978-3-540-89036-2.
- Mit Shalabh: Statistical Analysis of Designed Experiments. 3. Auflage. Springer, New York 2009, ISBN 978-1-4419-1147-6, doi:10.1007/978-1-4419-1148-3.